# FC Tobol Kostanai
El FC Tobol Kostanai (en kazajo: Тобыл Қостанай Футбол Клубы) es un club de fútbol kazajo, de la ciudad de Kostanái. Fue fundado en 1992 y juega en la Super Liga de Kazajistán. Ganó su primer campeonato el año 2010, después de acabar varios años en los más altos puestos de la clasificación, y el segundo título en 2021, superando en la clasificación a Astana y Kairat Almaty. Entre sus logros están la Copa Intertoto de 2007 y la Copa de Kazajistán el mismo año.

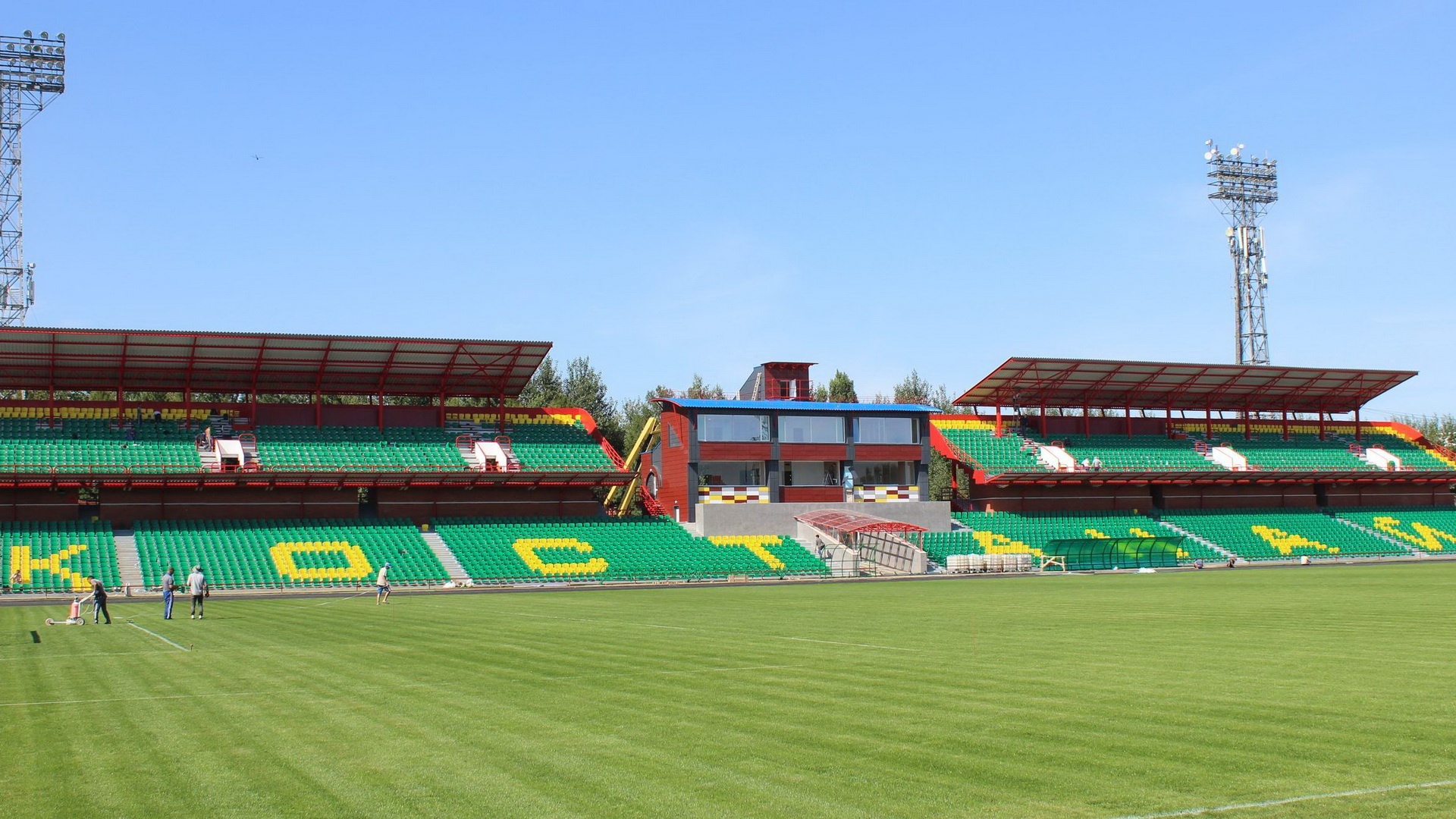
Estadio Central de Kostanay.

## Entrenadores
- Mykhaylo Olefirenko (2002)
- Vladimir Mukhanov (2003–04)
- Dmitriy Ogai (Ene 2005 – Dic 2009)
- Ravil Sabitov (Dic 2009 – May 2011)
- Sergei Petrenko (Jun 2011 – Sep 2011)
- Vyacheslav Hroznyi (Dic 2011 – Dic 2012)
- Timur Urazov (2013)
- Sergei Maslenov (Ene 2014 – Abr 2014)
- Vardan Minasyan (Abr 2014 – Abr 2015)
- Sergei Maslenov (Abr 2015 – Dic 2015)
- Dmitriy Ogai (Dic 2015 – Abr 2016)
- Oleg Lotov (Interino) (Abr 2016 – May 2016)
- Omari Tetradze (May 2016 – Jun 2017)
- Robert Yevdokimov (Jul 2017 – Dic 2017)
- Vladimir Nikitenko (Ene 2018 – Ago 2018)
- Andrei Miroshnichenko (Interino)(Ago 2018)
- Marek Zub (Ago 2018 – Dic 2018)
- Vladimir Gazzayev (Dic 2018 – Jul 2019)
- Nurbol Zhumaskaliyev (Interino) (Jul – Dic 2019)
- Grigori Babayan (Dic 2019 - Jun 2021)
- Alexander Moskalenko (Interino) (Jun 2021 – May 2022)
- Milan Milanović (May 2022 – Dic 2022)
- Milić Ćurčić (Ene 2023 – presente)

## Palmarés

### Títulos nacionales (6)
- Liga Premier de Kazajistán (2): 2010, 2021
  - Subcampeón de la Liga Premier de Kazajistán (4): 2003, 2005, 2007, 2008
- Copa de Kazajistán (2): 2007, 2023
  - Subcampeón de la Copa de Kazajistán (2): 2003, 2011
- Supercopa de Kazajistán (3): 2021, 2022, 2024
  - Subcampeón de la Supercopa de Kazajistán (2): 2008, 2011

### Títulos internacionales (1)
- Copa Intertoto de la UEFA (1): 2007

## Participación en competiciones de la UEFA
| Competicion UEFA | Competicion UEFA              | Competicion UEFA  | Competicion UEFA    | Competicion UEFA | Competicion UEFA | Competicion UEFA |
| Temporada        | Torneo                        | Ronda             | Club                | Casa             | Visita           | Global           |
| ---------------- | ----------------------------- | ----------------- | ------------------- | ---------------- | ---------------- | ---------------- |
| 2003             | Copa Intertoto                | 1                 | Polonia Warszawa    | 2–1              | 3–0              | 5–1              |
| 2003             | Copa Intertoto                | 2                 | Sint-Truidense      | 1–0              | 2–0              | 3–0              |
| 2003             | Copa Intertoto                | 3                 | SV Pasching         | 0–1              | 0–3              | 0–4              |
| 2006–07          | UEFA Cup                      | 1ª Clasificatoria | FC Basel            | 0–0              | 1–3              | 1–3              |
| 2007             | Copa Intertoto                | 1                 | FC Zestafoni        | 3–0              | 0–2              | 3–2              |
| 2007             | Copa Intertoto                | 2                 | Slovan Liberec      | 1–1              | 2–0              | 3–1              |
| 2007             | Copa Intertoto                | 3                 | OFI Creta           | 1–0              | 1–0              | 2–0              |
| 2007–08          | UEFA Cup                      | 2ª Clasificatoria | Dyskobolia Grodzisk | 0–1              | 0–2              | 0–3              |
| 2008–09          | UEFA Cup                      | 1ª Clasificatoria | Austria Wien        | 1–0              | 0–2              | 1–2              |
| 2009–10          | UEFA Europa League            | 2ª Clasificatoria | Galatasaray         | 1–1              | 0–2              | 1–3              |
| 2010–11          | UEFA Europa League            | 1ª Clasificatoria | Zrinjski Mostar     | 1–2              | 1–2              | 2–4              |
| 2011–12          | UEFA Champions League         | 2ª Clasificatoria | Slovan Bratislava   | 1–1              | 0–2              | 1–3              |
| 2018–19          | UEFA Europa League            | 1ª Clasificatoria | Samtredia           | 2–0              | 1–0              | 3–0              |
| 2018–19          | UEFA Europa League            | 2ª Clasificatoria | Pyunik              | 2–1              | 0–1              | 2–2 (a)          |
| 2019–20          | UEFA Europa League            | 1ª Clasificatoria | Jeunesse Esch       | 1–1              | 0–0              | 1–1 (v)          |
| 2021-22          | UEFA Europa Conference League | 2ª Clasificatoria | Hajduk Split        | 4–1              | 0–2              | 4–3 (t. s.)      |
| 2021-22          | UEFA Europa Conference League | 3ª Clasificatoria | Žilina              | 0–1              | 0–5              | 0–6              |
| 2023–23          | UEFA Champions League         | 1ª Clasificatoria | Ferencváros         | 0–0              | 1–5              | 1-5              |
| 2023–23          | UEFA Conference League        | 2° Clasificatoria | Lincoln Red Imps    | 2–0              | 1–0              | 3−0              |
| 2023–23          | UEFA Conference League        | 3° Clasificatoria | Zrinjski Mostar     | 1–1              | 0–1              | 1−2              |
| 2023–24          | UEFA Europa Conference League | 1° Clasificatoria | Honka               | 2–1              | 0–0              | 2−1              |
| 2023–24          | UEFA Europa Conference League | 2° Clasificatoria | Basel               | 1–2              | 3–1              | 4−3              |
| 2023–24          | UEFA Europa Conference League | 3° Clasificatoria | Derry City          | 1–0              | 0–1 (aet)        | 1−1 (6–5 p)      |
| 2023–24          | UEFA Europa Conference League | Playoff           | Viktoria Plzeň      | 1–2              | 0–3              | 1–5              |
| 2024-25          | UEFA Europa League            | 1ª Clasificatoria | Ružomberok          | 1–0              | 2-5              | 3–5              |
| 2024-25          | UEFA Conference League        | 2ª Clasificatoria | St. Gallen          | 0–1              | 1–4              | 1–5              |